# Narven, Östergötland
Narven är en sjö i Kinda kommun och Ydre kommun i Östergötland och ingår i Motala ströms huvudavrinningsområde. Sjön har en area på 2,09 kvadratkilometer och ligger 177,2 meter över havet.

## Delavrinningsområde
Narven ingår i det delavrinningsområde (641904-147732) som SMHI kallar för Utloppet av Narven. Medelhöjden är 205 meter över havet och ytan är 14,68 kvadratkilometer. Det finns inga avrinningsområden uppströms utan avrinningsområdet är högsta punkten. Vattendraget som avvattnar avrinningsområdet har biflödesordning 4, vilket innebär att vattnet flödar genom totalt 4 vattendrag innan det når havet efter 193 kilometer. Avrinningsområdet består mestadels av skog (74 procent). Avrinningsområdet har 2,09 kvadratkilometer vattenytor vilket ger det en sjöprocent på 14,3 procent.